# Turakowo (obwód moskiewski)
Turakowo (ros. Тураково) – wieś (dieriewnia) w Rosji, w obwodzie moskiewskim, w rejonie siergijewo-posadzkim. W 2010 liczyła 321 mieszkańców.